# Alimentação por sedimentos
A alimentação por sedimentos (também conhecida como  alimentação por depósitos) é um tipo de processo nutritivo praticado por algumas espécies animais, que se alimentam de partículas de matéria orgânica no solo ou no sedimento. Normalmente, estes seres ingerem o solo e separam as partículas de alimento dentro do seu aparelho digestivo.
Exemplos de organismos que são comedores por este processo são as minhocas, além dos caranguejos e algumas de suas espécies.